# جول الرز (المحفد)

تعديل مصدري - تعديل

جول الرز هي إحدى قرى عزلة المحفد بمديرية المحفد التابعة لمحافظة أبين، بلغ تعداد سكانها 133 نسمة حسب تعداد اليمن لعام 2004.